# 山上圣玛尔定圣殿

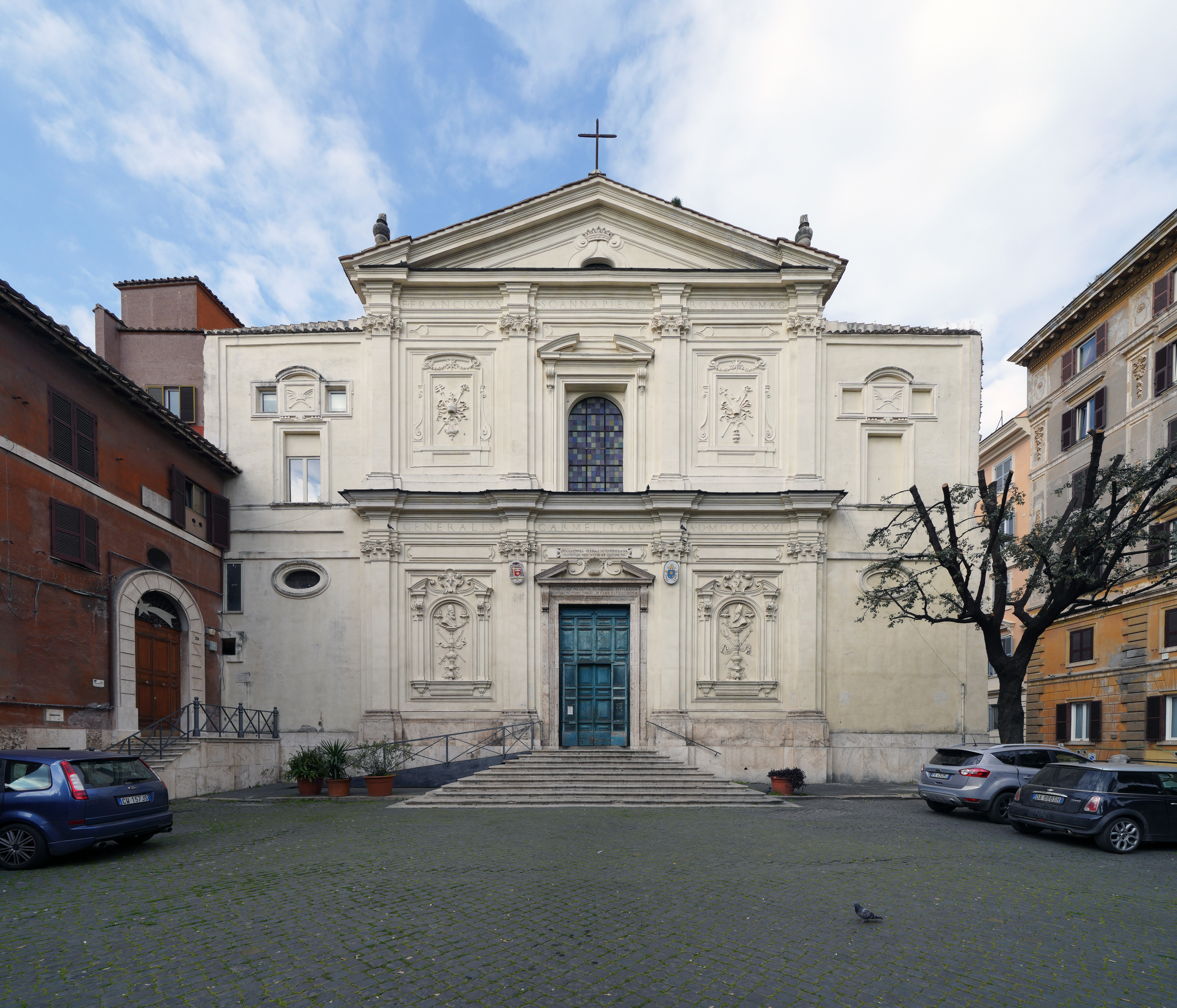

山上圣玛尔定圣殿（意大利语：San Martino ai Monti），正式名称为山上圣西尔维斯特圣玛尔定圣殿（Santi Silvestro e Martino ai Monti），是意大利罗马的一座天主教宗座圣殿，位于蒙蒂区，Parco del Colle Oppio边缘附近，靠近Via Equizia 与 Viale del Monte Oppio的拐角处，在圣母大殿以南约五至六个街区。
目前享有该堂樞機司鐸称号的是华沙总主教卡吉米日·內茲。

## 历史

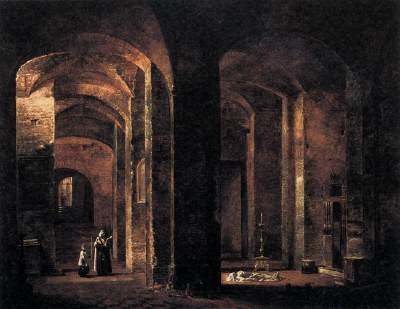

该堂由教宗西尔维斯特一世创建于4世纪，位于由 Equitius捐赠的地点。起初它是一个经堂，供奉所有殉道圣人。324年，第一次尼西亞公會議的预备会议在这里举行。现在的山上圣玛尔定圣殿可以追溯到加洛林时代。一些学者在其下方和附近发现了一座公元3世纪的建筑，但根据雨果勃兰登堡的说法，“它不太可能是任何较大社区的礼拜场所：最初目的... 可能是作为商业用途的存储空间。
在500年，教宗西玛克重建该堂，供奉圣都尔的玛尔定和教宗西尔维斯特一世，原来的经堂则被埋在底下。教宗哈德良一世在772年，教宗色尔爵二世于845年均进行重建。现在的教堂又重新使用古代教堂的许多构件。
在叙任权斗争和额我略改革期间，圣玛尔定的神父贝诺支持克雷芒三世 (對立教宗)。
Vincenzo Forcella收集并出版了在该堂的铭文，这是展示圣殿历史的宝贵资料.。
教宗博義八世于1299年将该堂交给加尔默罗会修士管理。他们的所有权在1559年得到确认。该堂是真福安日洛‧佩奥利神父（1642-1720）的安息之地，他因为为穷人服务而在整个罗马受到尊敬，于2010年4月25日列福。

## 内部

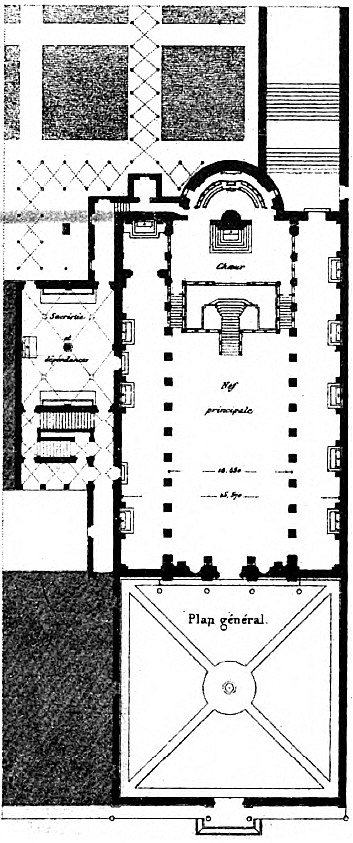

内部有一个中殿和两个走道，由古代柱子划分。